# Metoda (film)
Metoda (hiszp. El método) – argentyńsko-hiszpańsko-włoski dramat filmowy w reżyserii Marcelo Piñeyry z 2005 roku. Zdjęcia kręcono w Madrycie.

## Opis fabuły
Międzynarodowa korporacja prowadzi rekrutację na stanowisko kierownicze spośród siedmiorga kandydatów. Podczas gdy przez Madryt przechodzi manifestacja antyglobalistów, w firmie trwa rekrutacja podczas której w strachu i niepewności kandydaci sami się eliminują z dalszej rywalizacji.

## Obsada
- Eduardo Noriega jako Carlos
- Najwa Nimri jako Nieves
- Eduard Fernández jako Fernando
- Pablo Echarri jako Ricardo
- Ernesto Alterio jako Enrique
- Natalia Verbeke jako Montse
- Adriana Ozores jako Ana
- Carmelo Gómez jako Julio